# Arfaxad
En el Gènesi, capítol desè, Arfaxad (hebreu: אַרְפַּכְשָׁד בן-שֵׁם, Arpakhšad ben Šēm‎; àrab: ارفکشاد بن سام, Arfakxād ibn Sām) és el fill de Sem i va ser pare de Xèlah a l'edat de trenta-cinc anys. Després va viure quatre-cents tres anys, en què engendrà altres fills i filles que apareixen al Llibre de Jasher com Anar i Axcol.
Al Llibre dels Jubileus s'anomenen dos fills més d'Arfaxad, Ura i Kesed. Els fills d'aquests dos van ser els fundadors d'Ur Kasdim: I Ur, fill de Kesed, va construir la ciutat d'Ara dels caldeus, i va anomenar-la amb el seu nom.
Tradicionalment es consideren descendents d'Arfaxad els caldeus, mesopotamis del golf Pèrsic, hebreus, israelites, àrabs, beduïns, Moabites, Jordans, palestins, sabaeans i altres grups del Pròxim Orient. En algunes versions de la Bíblia, el seu fill és Cainà, que seria pare de Xèlah. Actualment els erudits tendeixen a considerar-ho un error i aquest Cainà seria una confusió de Quenan, fill d'Enoix.
Al Llibre de Judit es menciona un Arfaxad, i es diu que era rei dels medes a Ecbàtana. Va construir muralles al voltant de la ciutat per defensar-la dels atacs de Nabucodonosor II, de trenta-cinc metres d'alt i vint-i-cinc d'ample. Però Nabucodonosor es va enfrontar a Arfaxad i el va vèncer, destruint el seu exèrcit. Arfaxad va aconseguir de fugir a les muntanyes, però el rei el va trobar i el va travessar amb les seves fletxes.